# Willy Kutschbach
Willy Kutschbach (* 27. Mai 1907 in Greiz; † 24. Juni 1978 in Berlin) war ein deutscher Radrennfahrer.
Willy Kutschbach, Mitglied des Berliner Vereins „Möwe Britz“, war Profi-Rennfahrer von 1931 bis 1939. In seinem ersten Profijahr gewann er Rund um Berlin, 1933 belegte er bei der Meisterschaft von Zürich den dritten und 1934 bei Rund um Köln den zweiten Platz. 1935 wurde er nochmals Dritter bei Rund um Köln und siegte bei Berlin–Cottbus–Berlin. 1937 konnte er diesen Sieg wiederholen.
Viermal nahm Kutschbach zwischen 1932 und 1935 an der Tour de France teil. In den ersten beiden Jahren gab er auf, 1934 wurde er 37. und 1935 Letzter und Träger der Lanterne Rouge. 1947 startete er erneut als Profi, beendete im Herbst des Jahres seine aktive Karriere aber endgültig.
In den 1950er Jahren gab Willy Kutschbach mehrere Radsportbücher heraus und führte unter seinem Namen eine Druckerei mit Verlag in Berlin, der Bücher und Radsportzeitschriften publizierte.
Von 1984 bis 2002 wurde in Berlin das „Willy-Kutschbach-Erinnerungsrennen“ für Senioren ausgetragen.

## Werke
- Coppi, der größte Rennfahrer aller Zeiten, Berlin 1954
- Kübler, Koblet – die Tour de Suisse, Berlin 1955